# Namit Khanna
Namit Khanna, né le 29 octobre 1985 à Delhi, dans le Nord de l'Inde, est un mannequin indien devenu acteur connu principalement pour incarner le personnage de Siddhant Sinha dans la série télévisée Yeh Pyaar Nahi Toh Kya Hai (en) et pour la série Sanjivani.

## Biographie

### Formation
Namit est originaire de Delhi et est né dans une famille aisée possédant plusieurs entreprises,. Il a obtenu une licence en administration des affaires de l'université Kingston à Londres et a commencé sa carrière de mannequin en 2004 étant classé parmi ceux les mieux rémunérés en Inde. Après une décennie dans le mannequinat, il décide de prendre sa retraite mais les occasions d'acteur s'offrant à lui le poussent à étudier La Méthode au Jeff Goldberg Studio de Bombay pendant un an.

### Carrière
Namit a fait ses débuts d'acteur en 2017 dans la série Twisted incarnant Ranbir Raichand aux côtés de Nia Sharma. En 2018, il fait ses débuts à la télévision dans Yeh Pyaar Nahi Toh Kya Hai de Sony TV, une création de Dilip Jha, incarnant le rôle principal (Siddhant Sinha) aux côtés de Palak Jain. En 2019, Khanna a été classée 17e des 20 hommes les plus désirables à la télévision indienne. De 2019 à 2020, il a interprété le rôle principal du Dr Siddhant Sid Mathur dans la série Sanjivani diffusée sur Star Plus aux côtés de Surbhi Chandna,,. En 2019, il est classé 28e dans la liste des 50 hommes asiatiques les plus sexy par l'hebdomadaire britannique Eastern Eye (en). Khanna est classée 19e dans la liste des 30 personnalités télévisées les plus importantes par le programme Biz Asia de CNN en 2019.

## Filmographie

### Télévision
- 2018 : Yeh Pyaar Nahi Toh Kya Hai (en) : Siddhant Sinha[19]
- 2019–2020 : Sanjivani : Dr Siddhant « Sid » Mathur[20]

### Web
- 2017 : Twisted (en) : Ranbir Raichand[21]
- 2019 : Sepia : Farhaz (cameo)